# Attenhofen
Attenhofen este o comună din landul Bavaria, Germania.
Se află la o altitudine de 465 m deasupra nivelului mării. Are o suprafață de 31,5 km² și 31,42 km². Populația este de 1.376 locuitori, determinată în 30 septembrie 2019, prin actualizare statistică[*].